# Karl Weiß (Admiral)
Karl Weiß (* 6. April 1935 in Oberfrohna; † 2012) war ein Konteradmiral der Volksmarine der Deutschen Demokratischen Republik.

## Leben
Karl Weiß, Sohn eines Zuschneiders, absolvierte nach dem Schulbesuch zwischen 1949 und 1952 eine Berufsausbildung zum Bauschlosser und trat am 1. April 1952 in die bewaffneten Organe der DDR ein. 1952 wurde er Kursant an der Seepolizeischule Parow und war im Anschluss zwischen 1953 und 1955 Offiziersschüler an der Lehranstalt für Ingenieuroffiziere in Kühlungsborn. Danach war er von 1955 bis 1956 Zugführer an der Ingenieuroffiziersschule und wurde 1956 auch Mitglied der Sozialistischen Einheitspartei Deutschlands (SED). Im Anschluss fand er zwischen 1956 und 1957 Verwendung als Leiter der Kraftfahrzeug-Transportgruppe der in Warnemünde stationierten Vierten Flottille, in der er 1958 Offizier sowie Oberoffizier für Treib- und Schmierstoffe sowie 1959 Oberoffizier für Organisation und Planung war. Nachdem er zwischen 1959 und 1963 als Offiziershörer an der Militärakademie Friedrich Engels in Dresden war, kehrte er als Diplom-Militärwissenschaftler zwischen 1963 und 1965 als Oberoffizier für Organisation, Planung und Ausbildung zur Vierten Flottille zurück. Danach war er von 1965 bis 1971 Leiter der Unterabteilung Ausbildung im Stab Rückwärtige Dienste im Kommando der Volksmarine sowie zwischen 1971 und 1989 stellvertretender Chef für Rückwärtige Dienste und Stabschef Rückwärtige Dienste im Kommando der Volksmarine. 
Am 7. Oktober 1987 wurde Kapitän zur See Weiß anlässlich des 38. Jahrestages der DDR zum Konteradmiral befördert und wurde am 1. Januar 1990 als Nachfolger von Vizeadmiral Hans Hofmann stellvertretender Chef der Volksmarine und Chef Rückwärtige Dienste im Kommando der Volksmarine, ehe er am 30. September 1990 entlassen wurde. Für seine Verdienste in der DDR wurde er mit dem Vaterländischen Verdienstorden in Bronze sowie dem Kampforden „Für Verdienste um Volk und Vaterland“ in Silber ausgezeichnet. Er erwarb zudem einen Doktor der Militärwissenschaften (Dr. rer. mil.)